# Route nationale 605a
La route nationale 605A ou RN 605A était une route nationale française reliant La Salvetat-Peyralès à Baraque-Lortal. À la suite de la réforme de 1972, elle a été déclassée en RD 905A.

## Ancien tracé de La Salvetat-Peyralès à Baraque-Lortal (D 905a)
- La Salvetat-Peyralès D 905a
- Pradials, commune de La Salvetat-Peyralès
- Margat, commune de La Salvetat-Peyralès
- Rieupresens, commune de Vabre-Tizac
- Baraque-Lortal, commune de La Bastide-l'Évêque D 905a